# كرتو
كرتو (بالفارسية: کرتو) هي قرية تقع في قسم بيزكي الريفي (مقاطعة تشناران) في إيران. يقدر عدد سكانها بـ 12 نسمة بحسب إحصاء 2016.